# Francesc Bujosa Homar
Francesc Bujosa Homar (Esporlas, 1947-Palma de Mallorca, 10 de marzo de 2020) fue un médico español.

## Biografía
Nació en 1947 en Esporlas (Mallorca). Se licenció por la Universidad de Valencia, institución donde ejerció de profesor adjunto desde 1973 y también hizo su doctorado. En 1983 logró el puesto de catedrático de Historia de la Ciencia en la Universidad de Zaragoza y desde 1991 hasta su jubilación estuvo ligado a la Universidad de las Islas Baleares, en el área del conocimiento de Historia de la Ciencia. Fue presidente de la Sociedad Española de Historia de la Medicina y académico de la Real Academia de Medicina de las Islas Baleares. Falleció de un ataque al corazón el 10 de marzo de 2020 en Palma de Mallorca, a los 72 años. Entre sus obras destacan su tesis de licenciatura La academia médico-práctica de Mallorca, su tesis doctoral Orígenes históricos del concepto de afasia y el libro Historiografía y filosofía de la medicina en España.